# 쥐꼬리풀과
쥐꼬리풀과(----科, 학명: Nartheciaceae 나르테키아케아이[*])는 마목의 과이다. APG II 분류 체계는 하나의 과로 인정하고, 외떡잎식물군 하위의 마목에 분류하고 있다. 금광화속(Narthecium)을 포함한 5개 속에 약 36 종의 초본 식물을 포함하고 있다.

## 하위 분류
- 금광화속(Narthecium Huds.)
- 칠보치마속(Metanarthecium Maxim.)
- 쥐꼬리풀속(Aletris L.)
- Lophiola Ker Gawl.
- Nietneria Klotzsch ex Benth.